# Classe Kotor
La classe Kotor è una classe di fregate, costituita da due unità entrate in servizio nel 1987-88 per l'allora Marina militare jugoslava, e transitate poi in forza alla Marina militare montenegrina dopo la dissoluzione della Jugoslavia.
Le Kotor rappresentano le unità di punta della piccola marina montenegrina, abitualmente impegnate in esercitazioni e missioni di sorveglianza nelle acque del mare Adriatico; ormai sovrabbondanti per le reali esigenze della nazione, nel 2020 sono state ritirate dal servizio e poste in vendita.

## Caratteristiche
Basate sul progetto delle fregate sovietiche della classe Koni, le Kotor hanno uno scafo con una lunghezza fuori tutto di 96,7 metri, una larghezza massima di 11,7 metri e un pescaggio di 3,55 metri; il dislocamento standard è di 1.492 tonnellate, che sale a 1.850 tonnellate con la nave a pieno carico. L'equipaggio ammonta a 107 tra ufficiali e marinai.
L'apparato motore è di tipo CODAG, con una turbina a gas M-8G da 14,7 MW e due motori diesel SEMT-Pielstick 12PA6V280; la propulsione è su tre assi: i diesel azionano i due alberi motori più esterni, usati per la navigazione di crociera, mentre la turbina a gas aziona l'albero motore centrale che entra in funzione quando si vogliono raggiungere le velocità più alte. La potenza complessiva dell'apparato motore è di 28.600 cavalli vapore, che garantiscono una velocità massima di 27 o 28 nodi; l'autonomia si aggira sulle 1.800 miglia nautiche alla velocità di 14 nodi.
L'apparato sensori è piuttosto avanzato, consistendo in un impianto radar MR-302 Rubka per la ricerca aerea e di superficie a lungo raggio, un impianto radar MPZ-301 per la guida dei missili, un impianto radar 9LV-200 MK-2 per il controllo del fuoco di artiglieria e un apparato sonar attivo MG-322T. Per la guerra elettronica sono disponibili due lanciatori di chaff e flare Wallop Barricada.
I sistemi d'arma missilistici comprendono quattro lanciatori singoli per missili antinave P-15 (collocati a coppie ai due lati del blocco della plancia), un lanciatore binato per missili antiaerei Osa (collocato a poppa) e due lanciatori quadrinati per missili antiaerei a corto raggio Strela-2. L'armamento di artiglieria si basa su un cannone da 76 mm AK-726 collocato in una torre a prua, e in due impianti CIWS a canna doppia da 30 mm AK-230 per la difesa antiaerea e antimissile a corta distanza, collocati a poppa sui due lati del fumaiolo. Per la lotta antisommergibili sono disponibili due lanciarazzi RBU-6000, collocati su una tuga a prua nello spazio tra la torre d'artiglieria e il blocco della plancia.

## Unità
Tutte le unità sono state realizzate nei cantieri navali di Kraljevica.
| Nome          | Impostazione | Varo             | Entrata in servizio | Status                        |
| ------------- | ------------ | ---------------- | ------------------- | ----------------------------- |
| P-33 Kotor    | 1981         | 21 maggio 1985   | gennaio 1987        | Radiata dal servizio dal 2020 |
| P-34 Novi Sad | 1982         | 18 dicembre 1986 | novembre 1988       | Radiata dal servizio dal 2020 |